# Naughty Bear
Naughty Bear è un videogioco action del 2010, sviluppato da Behaviour Interactive e pubblicato da 505 Games per PlayStation 3 e Xbox 360.
Il gioco è stato messo in commercio il 25 giugno 2010 in Europa e il 29 giugno 2010 in Nord America sotto forma di vari episodi.

## Modalità di gioco
Naughty Bear è un videogioco action in cui si impersona un orso solitario e cattivo in cerca di vendetta.

## Sviluppo
Il team di sviluppo ha dichiarato che la gran parte dell'ispirazione per Naughty Bear è stata presa dai cartoni animati del sabato mattina; l'idea era di fondere nel gioco quell'innocenza con umorismo nero e grottesca violenza.
Il gioco ha un gameplay familiare a titoli come Manhunt e Grand Theft Auto.

## Accoglienza
Le recensioni di Naughty Bear sono risultate molto negative.
| Pubblicazione         | Voto   |
| --------------------- | ------ |
| IGN                   | 3/10   |
| GameSpot              | 5.5/10 |
| Joystiq               | 2/5    |
| The Escapist Magazine | 2/5    |
| Good Game             | 2.5/20 |

## Sequel
Nel 2012 è stato pubblicato il sequel del gioco, Naughty Bear: Panic in Paradise.